# Jeff Berlin
Jeff Berlin (Queens, Nueva York; 17 de enero de 1953) es un bajista estadounidense de Jazz fusión. Es uno de los primeros virtuosos de su instrumento, junto con Stanley Clarke, y un referente esencial para la historia del bajo eléctrico debido a la gran cantidad de innovaciones técnicas que ha aportado al instrumento.

## Biografía
Nacido en una familia de fuerte tradición musical (su padre cantaba ópera y su madre tocaba el piano), Jeff Berlin era considerado ya un niño prodigio cuando, a la edad de 14 años decidió abandonar el violín por el bajo eléctrico, motivado fundamentalmente por su admiración por Jack Bruce, bajista del trío Cream.
A principios de lo '70, Berlin cursó estudios por algún tiempo en el prestigioso Berklee College of Music antes de establecerse en Nueva York en 1975, donde conocería al guitarrista Allan Holdsworth y al legendario baterista de jazz Tony Williams. Sus trabajos con ambos lo introdujeron rápidamente en la escena neoyorquina, donde enseguida comenzó a colaborar como sideman con infinidad de artistas como Pat Martino, Gil Evans, Toots Thielemans, Al DiMeola, George Benson, Earl Klugh, Larry Coryell, Bob James, Dave Liebman, Herbie Mann, o Ray Barretto, entre otros.
Berlin pasó a formar parte de la banda de Bill Bruford en 1977, grabando cuatro álbumes para Allan Holdsworth sucesivamente. Desde allí, Berlin se trasladaría a Los Ángeles, donde continuarían sus trabajos de sesión y donde se establecería como educador de renombre, fundando varios centros, entre los que se encontraba el Bass Institute of Technology.
Berlin grabaría sus primeros discos en solitario, y colaboraría con otros artistas como Frank Zappa antes de cambiar definitivamente su residencia a Florida, donde fundó su instituto Players School, y donde reside intermitentemente desde entonces. En los últimos años Jeff Berlin ha grabado con Yes, John McLaughlin, Billy Cobham o el guitarrista japonés Kazumi Watanabe, entre una interminable lista de importantes artistas.

## Vida personal
El 30 de agosto de 2013 se casó con Gabriela Sinagra, una cantante de jazz y profesora de canto argentina de la ciudad de Rosario.

## Valoración y técnica
Jeff Berlin es considerado por muchos como uno de los mejores bajistas de la historia. El reconocimiento hacia el bajista ha venido muchas veces de parte de sus colegas de profesión, y así, el mismísimo Jaco Pastorius dijo de Berlín que era mucho mejor solista que él; Geddy Lee, de Rush se refirió a Berlin como “el mejor bajista del planeta”; y Marcus Miller afirmó en una ocasión que siempre había aspirado a convertirse en el "Jeff Berlin negro”.
Dotado de una técnica impresionante, una fluidez melódica asombrosa y un oído envidiable, el sonido de Berlín tiene un marcado sabor muy particular que, en parte es reminiscente al sonido de Jaco (aunque Berlin ha usado bajos con trastes en la mayor parte de su carrera y ha expresado su rechazo por los innumerables imitadores de Pastorius) y que, en parte, se debe a su interés por la música rock. 
Pionero en el uso del slap y del tapping a dos manos, Berlin siempre ha buscado distinguirse de los demás bajistas, abandonando estos estilos en cuanto pasaban a formar parte del dominio general.
Jeff Berlin es también conocido por su defensa de la educación formal en la música; además de haber fundado el Bass Institute of Technology de Los Ángeles y su 'Players School of Music en Clearwater, Florida, Berlin es autor de numerosos artículos y métodos didácticos, donde se destaca por su particular teoría de que la música debe enseñarse sustancialmente a través de contenidos de naturaleza musical formal, dejando a un lado materiales como afinadores, metrónomos o tablaturas. 
Actualmente Jeff Berlin realiza giras por los más importantes festivales y clubs de jazz del mundo con su propio grupo que incluye regularmente a otras figuras de relevancia mundial como Danny Gottlieb, Paul Wertico, Othello Molineaux, Randy Brecker o Richard Drexler. Además, el músico ha participado en el proyecto BX3, junto a Stuart Hamm y Billy Sheehan.

## Discografía como solista
- Champion (1985)
- Pump It! (1986)
- Taking Notes (1997)
- In Harmony's Way (2001)
- Lumpy Jazz (2006)
- Aneurythms (2006)
- High standards (2010)